# Беране
Беране (серб. Беране/Berane) — місто в Чорногорії, адміністративний центр муніципалітету. Населення — 11776 (2003).

## Відомі особистості
В поселенні народився:
- Жарко Обрадович (нар. 1960) — сербський політик.